# Дибензо-18-краун-6
Дибензо-18-краун-6 — макрогетероцикл из класса краун-эфиров, являющийся первым синтезированным представителем данного класса соединений.  Был случайно получен в 1967 году американским химиком Чарльзом Педерсеном. 
По внешнему виду дибензо-18-краун-6 представляет собой волокнистые белые кристаллы.

## Методы получения
Классический и достаточно лёгкий метод получения, по которому изначально и был получен первооткрывателем — реакция пирокатехина с бис(2-хлорэтиловым) эфиром:
Реакция протекает в достаточно мягких условиях под действием основания (например, гидроксида натрия), которое осуществляет депротонирование OH-групп пирокатехина до фенолят-анионов, выступающих в качестве активных нуклеофильных центров в дальнейшей реакции SN2-замещения с бис(2-хлорэтиловым) эфиром.

## Применение
Как и многие другие краун-эфиры, способен образовывать комплексы с катионами металлов (натрия, калия),  что делает возможным переведение неорганических солей в неполярные органические растворители и определяет возможность использования этого краун-эфира в качестве межфазного катализатора. Так, известен  "пурпурный бензол" — раствор, образующийся при растворении перманганата калия в бензоле в присутствии дибензо-18-крауна-6; этот реагент активно используется в качестве окислителя при проведении реакций в неполярных органических растворителях, например, в реакции окисления толуола до бензойной кислоты.